# هزارستان
هزارستان یا هزاره‌جات با نام تاریخی غرجستان ناحیه‌ای وسیع و بیشتر کوهستانی در ارتفاعات مرکزی افغانستان است که سکونت‌گاه تاریخی قوم هزاره می‌باشد. مرزهای آن، به‌طور تقریب، از حوزه بامیان به شمال، از سرچشمه رودخانه هلمند به جنوب، از فیروزکوه به غرب، و از گذرگاه سالنگ به شرق محصور می‌شود. در طول تاریخ مرزهای آن همواره در حال تغییر بوده و به‌طور تقریبی تعیین شده است. بر اساس تقسیمات کشوری کنونی افغانستان، هزارستان بر ولایت‌های مرکزی بامیان، دایکندی و بخش‌های بزرگی از غور، غزنی، ارزگان، پروان، میدان وردک و غیره منطبق است.

## نام‌های گذشته
در منابع تاریخی از هزارستان به نام‌های مختلفی یاد شده است. بلیومی می‌نویسد که در کتاب مقدس کشوری به نام عرساث نام برده شده است که با موطن هزارهای امروزی مطابقت دارد. این سرزمین از کابل و غزنه تا هرات و قندهار وسعت داشته است. ستاگیدا یکی از نام‌های تاریخی هزارستان است که حدود ۲٬۵۰۰ سال پیش یاد می‌شده است.
بطلمیوس هزارستان را با نام پاروپامیزوس یاد کرده است. قسمت‌های جنوبی هزارستان پیش از اسلام اراکوزیا نام برده می‌شد و پایتخت آن هزاله نام داشت. این سرزمین از حدود ارغنداب تا مالستان و جاغوری و تام دای پولاد وسعت داشت. زاول (زابل)، زاولستان (زابلستان) منطقهٔ وسیعی بود که از تخارستان تا جنوب غزنی و تمام هزارستان را تحت پوشش داشت. این نام جامع‌ترین نام برای هزارستان بود و تا زمان تیمور گورکانی به این مناطق هزارستان گفته می‌شد. هیوان‌تسانگ در سفرنامهٔ خود اطراف و نواحی غزنی را به نام «تاوکپستوتو» یاد کرده است. غرب هزارستان پیش‌تر به زمین‌داور یا بلدداور یاد می‌شد.
در دوران اسلامی از شمال غرب هزارستان از حدود دایزنگی تا ولایت بادغیس و تمامی ولایت غور به غرجستان که به معنی کوهستان در فارسی قدیم است یاد می‌شد. گاهی این نام را دربارهٔ سراسر هزارستان به کار می‌بردند.
مشهورترین نام هزارستان در دوران اسلامی غور و غورستان بود که بعداً به سراسر هزارستان گفته شد اما اکنون محدود به ولایت غور کنونی شده است. غور در لهجهٔ هزارگی به معنی گودال، شکاف یا دره است. پیش از حملهٔ عبدالرحمان به آنجا، این سرزمین به نام هزارستان یاد می‌شد که کلنل چارلز ادوارد ییت، محمدحیات خان افغان و میر محمدعظیم بیگ از هزارستان یاد کرده‌اند.

## پیشینه
هزارستان پیش از اسلام منطقه بودایی بوده که امپراطوری‌های متفاوت نظیر یونانیان، ایرانیان، هندیان، کوشانی‌ها - یفتلی‌ها، غوریان، غزنویان، ایلخانان، تیموریان و گورکانیان در این منطقه حکمرانی کرده‌اند ویرانه‌های پایتخت باستانی پادشاهی بابر هنوز هم در یکاولنگ، ولایت بامیان موجود است. باستان‌شناسان مدارکی از امپراتوری یونانِ باختر و بوداییان در این منطقه کشف کرده‌اند. مایکل ویتزل (Michael Witzel) باستان‌شناس آلمانی معتقد است که هزارستان همان ایران‌ویج در اوستا است.براساس یافته‌های اخیر وی بیوار مناطق جاغوری و ارزگان که از مناطق جنوب هزارستان می‌باشند بخشی از پادشاهی زابلستان و بعد از آن قلب امپراتوری کوشانیان بوده‌اند.

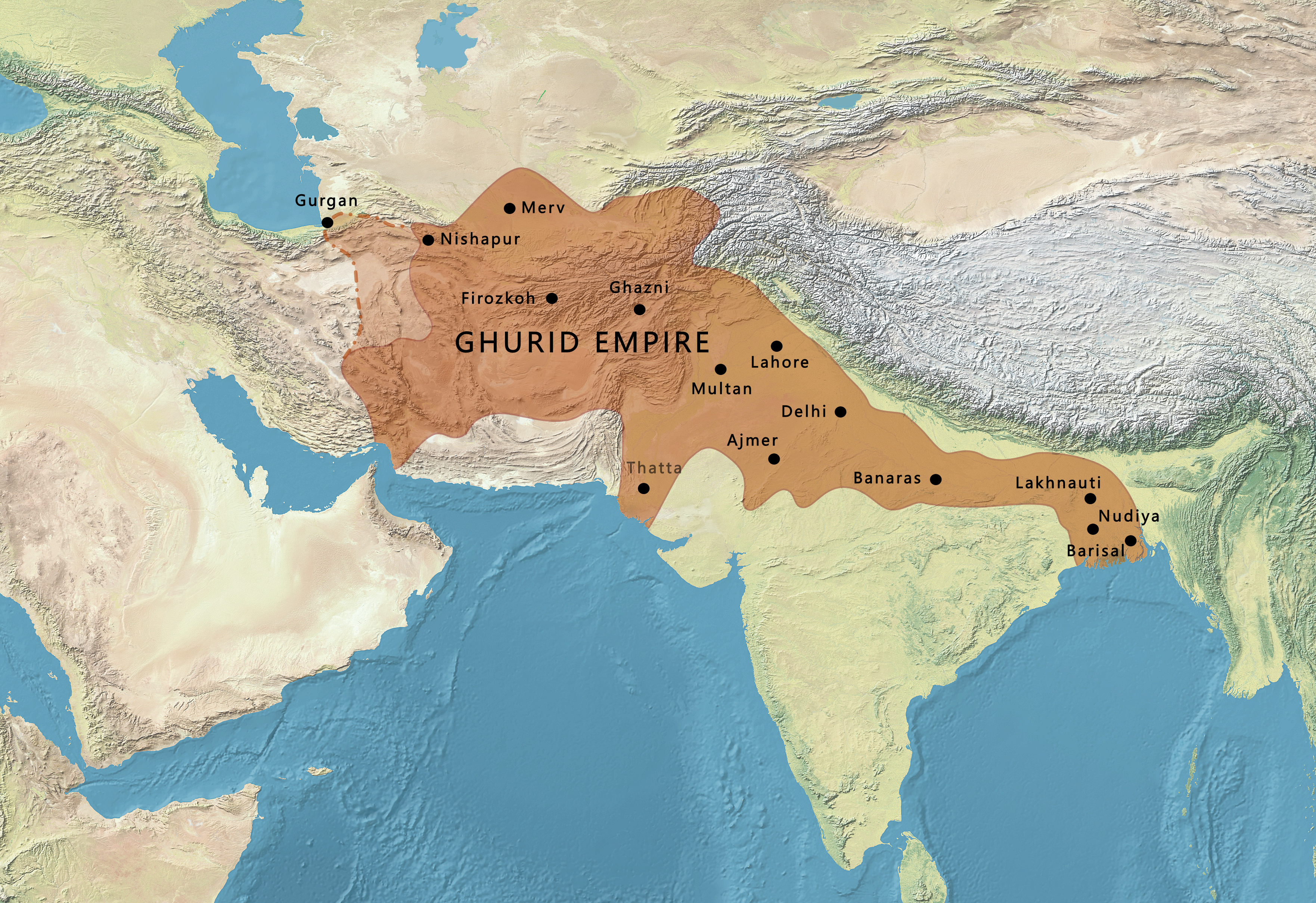
قلمرو غوریان در اوج قدرت

### هزارستان در دوره غوریان
در دوره غوریان (۸۷۹–۱۲۱۵ میلادی)، هزارستان به دلیل موقعیت جغرافیایی خود نقش مهمی در توسعه اقتصادی و فرهنگی منطقه ایفا کرد. غوریان، دودمانی فارسی‌زبان بودند که از منطقه غور در مرکز افغانستان برخاستند و قلمروی گسترده‌ای از خراسان بزرگ تا هند را تحت کنترل داشتند. هزارستان در این دوره یکی از مناطق مهم و استراتژیک محسوب می‌شد که تحت تأثیر حکمرانی غوریان قرار گرفت.

#### توسعه اقتصادی و فرهنگی
در دوره غوریان، هزارستان شاهد تحولات اقتصادی قابل توجهی بود. غوریان توجه ویژه‌ای به بهبود زیرساخت‌های کشاورزی و آبیاری داشتند که منجر به افزایش تولیدات کشاورزی و بهبود شرایط زندگی مردم منطقه شد. علاوه بر این، هزارستان به عنوان یکی از مراکز تجاری مهم در مسیر کاروان‌های تجاری قرار داشت و این امر به رونق اقتصادی منطقه کمک کرد.
از لحاظ فرهنگی، دوره غوریان شاهد شکوفایی معماری اسلامی در هزارستان بود. بسیاری از مساجد، مدارس و کاروانسراها در این دوره ساخته شدند که برخی از آن‌ها هنوز هم به عنوان آثار تاریخی باقی مانده‌اند. معماری غوریان با استفاده از آجرهای گلی و تزئینات گچبری و کاشیکاری معروف است.

#### شیعه شدن هزاره‌ها در دوره غوریان
یکی از تحولات مهم اجتماعی و مذهبی در هزارستان طی دوره غوریان، شیعه شدن هزاره‌ها بود. در این دوره، غوریان به ترویج مذهب شیعه اثناعشری پرداختند و بسیاری از هزاره‌ها این مذهب را پذیرفتند. این تغییر مذهب نقش مهمی در شکل‌گیری هویت فرهنگی و مذهبی هزاره‌ها در طول تاریخ داشته است. حمایت غوریان از مذهب شیعه و تشویق به پیروی از آن باعث تقویت پیوندهای مذهبی و اجتماعی در هزارستان شد.

#### نظریه هزاره بودن غوریان
یکی از نظریات مطرح در مورد قومیت غوریان، نظریه هزاره بودن آن‌هاست. بر اساس این نظریه، غوریان از نظر نژادی و قومی به هزاره‌ها تعلق دارند. این نظریه به دلایل مختلفی مورد توجه قرار گرفته است:
1. شباهت‌های زبانی و فرهنگی: برخی از محققان به شباهت‌های زبانی و فرهنگی میان غوریان و هزاره‌ها اشاره کرده‌اند. این شباهت‌ها شامل سنت‌ها، آداب و رسوم، و حتی برخی واژگان مشترک است.
2. منطقه جغرافیایی: هزارستان و مناطق تحت کنترل غوریان به لحاظ جغرافیایی همپوشانی دارند. این موضوع نشان می‌دهد که ممکن است غوریان و هزاره‌ها از یک تبار مشترک باشند یا دست‌کم تعاملات نزدیکی با یکدیگر داشته‌اند.
3. روایات تاریخی: برخی منابع تاریخی اشاره به ارتباطات نزدیک غوریان با قوم هزاره دارند و حتی در برخی موارد به هزاره بودن آن‌ها اشاره کرده‌اند. این منابع تاریخی به عنوان شواهدی برای این نظریه استفاده شده‌اند.[۲۰][۲۱][۲۲][۲۳][۲۴]

### قرن نوزدهم

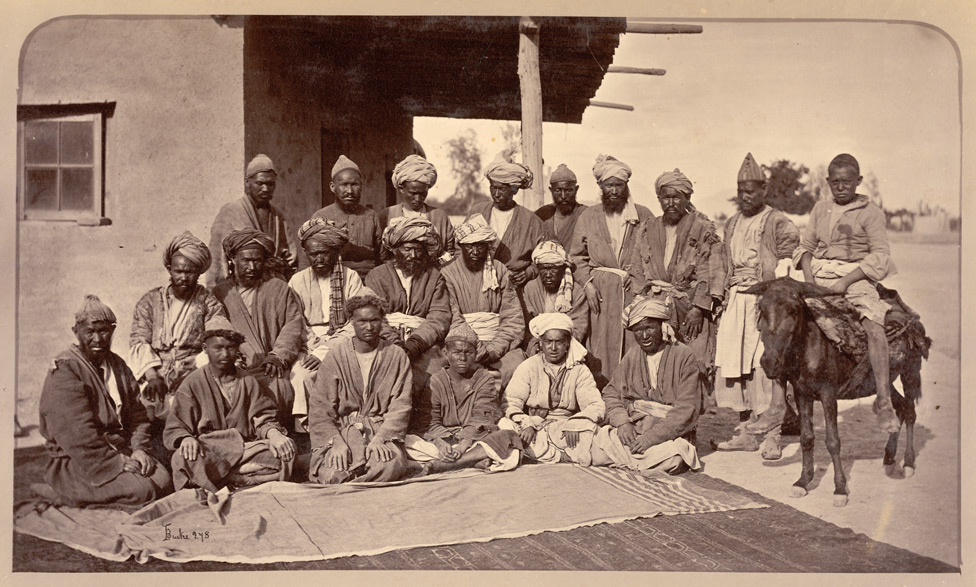
میرها یا بیگ‌های بهسودی در ۱۸۷۹میلادی

در دوران حکومت دوست‌محمد خان، میر یزدان‌بخش، رهبر هزاره‌های بهسود، بسیاری از ولسوالی‌هایی را که تحت کنترل داشت درهم ادغام کرد و درآمد خود را جمع‌آوری کرد تا از کاروان‌هایی که در مسیر حاجیگک از راه بامیان به کابل یا راه شیخ‌علی و بهسود حرکت می‌کردند، محافظت کند؛ بنابراین یکی‌شدن منطقه هزاره‌جات و ساکنان آن، تهدیدی برای امارت افغانستان شد.
تا اواخر قرن نوزدهم، هزاره‌جات به‌عنوان بخش کوچکی از افغانستان بود و سرداران محلی از دولت مرکزی اطاعت می‌کردند.
بعدها در اوایل دهه ۱۸۹۰، قبایل هزاره بیشتر مورد توجه قرار گرفتند. جمعیت آنها بیش از ۶۰۰ هزار خانوار بود و در مناطق مرکزی افغانستان زندگی می‌کردند.
در طول جنگ دوم افغان و انگلیس، سرهنگ تی.اچ. هولدیخ از اداره بررسی هند از هزاره‌جات به‌عنوان «ارتفاعات بزرگ ناشناخته» یاد کرد و طی چند سال آینده، اداره اطلاعات هند موفق به کسب هیچ اطلاعات موثقی در مسیرهای بین هرات و کابل از طریق هزاره جات نشدند.
اعضای مختلف کمیسیون سرحدی افغانستان توانستند اطلاعاتی را جمع‌آوری کنند که جغرافیای مناطق دور افتاده مانند هزاره‌جات را بیشتر تحت نظارت دولت قراردهد. در نوامبر ۱۸۸۴، کمیسیون از گذرگاه چشمه سبز کوه بابا گذشت. ژنرال پیتر لومسدن و سرگرد سی.ای. ییت، که مسیرهای بین هرات و آمودریا را بررسی کردند، از هزاره‌های سنی قلعه نو در محدوده کوهستان پاروپامیز و منطقه جمشیدی‌های کشک دیدن کردند. هر دو با اشاره به شواهد باقی مانده از کشت پله‌ای در گذشته، هر دو هزاره‌های شمالی را نیمه کوچ نشین با گله‌های بزرگ گوسفند و گاو سیاه توصیف کردند.
 آنها دارای ذخیره تمام نشدنی چمن بودند، تپه‌های اطراف تا زانو تا حدی از محصول فراوان چاودار خالص پوشیده شده‌بود.
محدوده جغرافیایی اقتدار دولت افغانستان در دوران عبدالرحمان‌خان به هزاره‌جات گسترش یافت. او که بین منافع استراتژیک قدرت‌های خارجی گیر افتاده بود و از مرزبندی خط دیورند در جنوب افغانستان، ناامید شده‌بود، تصمیم گرفت تا مناطق شمالی کشور را محکمتر تحت کنترل خود درآورد. این سیاست برای هزاره‌جات که ساکنان آنها توسط رژیم عبدالرحمان خان متمایز شده بودند، پیامدهای فاجعه بار داشت.

### قرن بیستم
در دهه ۱۹۲۰ جاده باستانی گذرگاه شیبر که از غرب به بامیان و از شرق به دره پنجشیر منتهی می‌شد برای مسافران آسفالت شد و تا افتتاح تونل سالنگ در سال ۱۹۶۴، شلوغ‌ترین جاده عبور از هندوکش بود. این عبور و مرور برای هزاره‌ها مفید افتاد، آنها به شهرها و کشورهای اطراف مهاجرت کردند و در آنجا کارگر شدند و سخت‌ترین را با کمترین دستمزد انجام دادند.
در سال ۱۹۷۹، بنابر گزارش‌های دولتی که روی کردهای سلطه گرایانه قومی هم در انتشار آن‌ها دخیل بود جمعیت هزاره‌ها کمتر از نیم میلیون هزاره در هزاره‌جات و کابل ثبت شده این در حالی است که در بعضی امارها حتی به کمتر از ۵۸ هزار هم اعلام می‌شد، اگرچه هیچ‌گاه سرشماری موثقی در افغانستان انجام نشده بود. با تضعیف دولت افغانستان، قیام‌هایی در هزاره‌جات آغاز شد و این منطقه تا تابستان ۱۹۷۹ برای اولین بار پس از مرگ امیر عبدالرحمان خان از حکومت دولتی خارج شده و مستقل شد. برخی از گروه‌های مقاومت هزاره در ایران از جمله نصر و سپاه، برای دفاع از هزاره‌جات ایجاد شدند. در طول جنگ با جمهوری دموکراتیک افغانستان، اکثر هزاره‌جات بدون اشغال و عاری از حضور شوروی یا نیروهای دولتی بودند. این منطقه بار دیگر تحت کنترل رهبران محلی، یا قشر جدیدی از فرماندهان جوان تندرو شیعه قرار گرفت. گزارش شده است که اقتصاد هزاره‌جات در طول جنگ کاهش داشته است.
گروهی حاکم بر هزاره‌جات، شورای انقلابی وحدت اسلامی افغانستان یا شورا اتفاق به رهبری سید علی بهشتی بود. طبیعت جغرافیایی منطقه و موقعیت غیر استراتژیک این منطقه به این معنی بود که دولت و شوروی در جنگ با شورشیان در جاهای دیگر از آن چشم پوشی کردند. این امر عملاً به دولت شورا اتفاق اجازه داد تا بر منطقه حکومت کند و به هزاره‌ها خودمختاری دهد. گروه‌های مخالف سیاسی آنها نصر و خان‌ها طرفدار ایران بودند که بیشتر تحصیلکرده، سکولار و چپ بودند. شورا خواهان بازگشت به وضعیت موجود قرن نوزدهم بود در حالی که نصر خواهان حکومت روحانیون به سبک ایرانی بود. بین سالهای ۱۹۸۲ تا ۱۹۸۴، یک جنگ داخلی باعث شد که شورا توسط گروه‌های سازمان نصر و سپاه پاسداران سرنگون شود. با این حال رقابت‌های بین جناحی پس از آن ادامه یافت. با ورود عبدالعلی مزاری در سال ۱۹۸۷، او اکثر گروه‌های حزبی هزاره را متحد کرد و در ۱۹۸۹ حزب وحدت را تشکیل دادند.

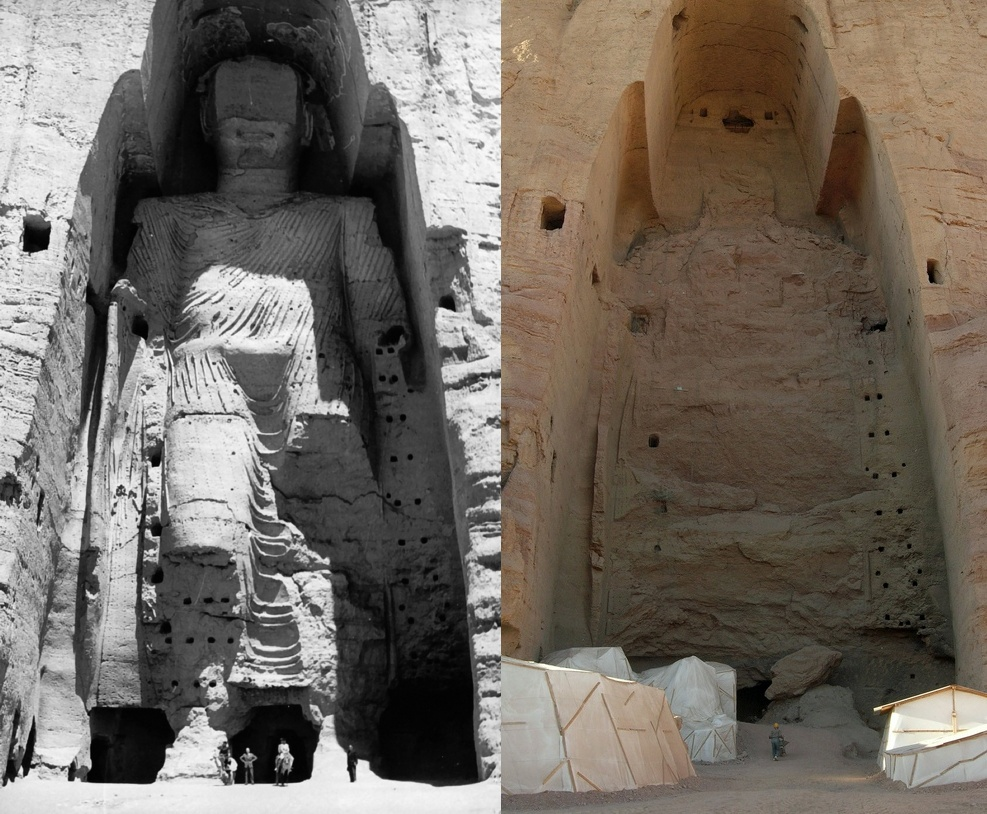
صلصال، 55 m در ۱۹۶۳ و ۲۰۰۸ بعد از تخریب

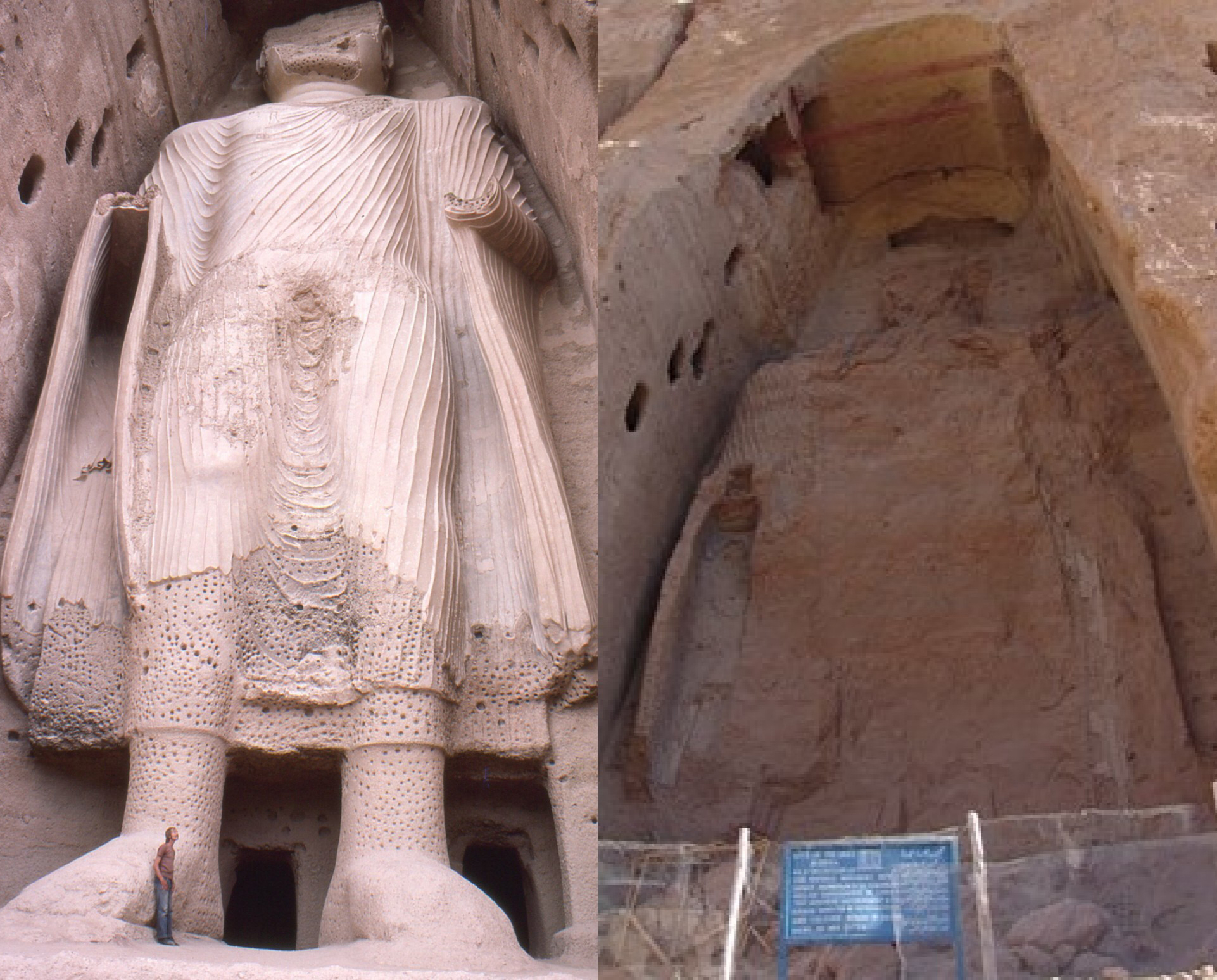
شمامه، 38 m قبل و بعد از تخریب

در دوران حکومت طالبان، بار دیگر خشونت در هزاره‌جات رخ داد. در سال ۱۹۹۷، شورشی در میان مردم هزاره در مزارشریف هنگامی رخ داد که آنها از خلع سلاح توسط طالبان امتناع کردند. در جنگ‌های بعدی ۶۰۰ طالب کشته شدند. این طالبان در درگیری با نیروهای نظامی شمال کشته شدند در تلافی، سیاست‌های نسل‌کشی دوران امیر عبدالرحمان خان توسط طالبان علیه هزاره‌های مزار که طالبان به‌خاطر دلایل مذهبی و قومی با آنها خصومت بیشتر داشتند اتخاذ شد. در سال ۱۹۹۸، بین ۷هزار الی ۱۲ هزار از غیر نظامیان هزاره شهر مزار شریف در شمال به هدف پاکسازی قومی هزاره کشته شدند. دو مجسمه غول پیکر بودایی، بوداهای بامیان، نیز با وجود محکومیت زیاد تخریب شد.

## جغرافیا

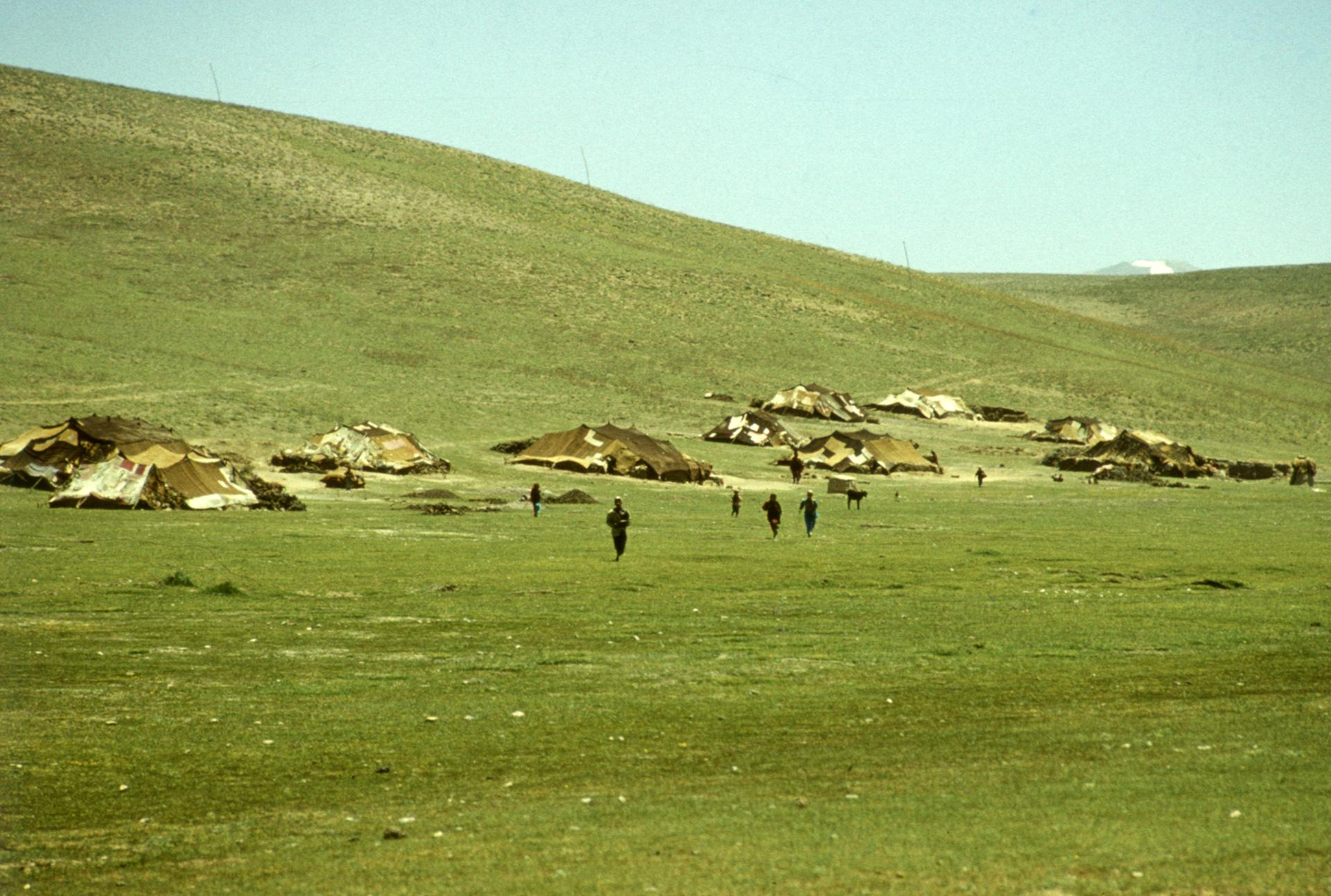
نمایی از چراگاه‌های هزاره‌جات

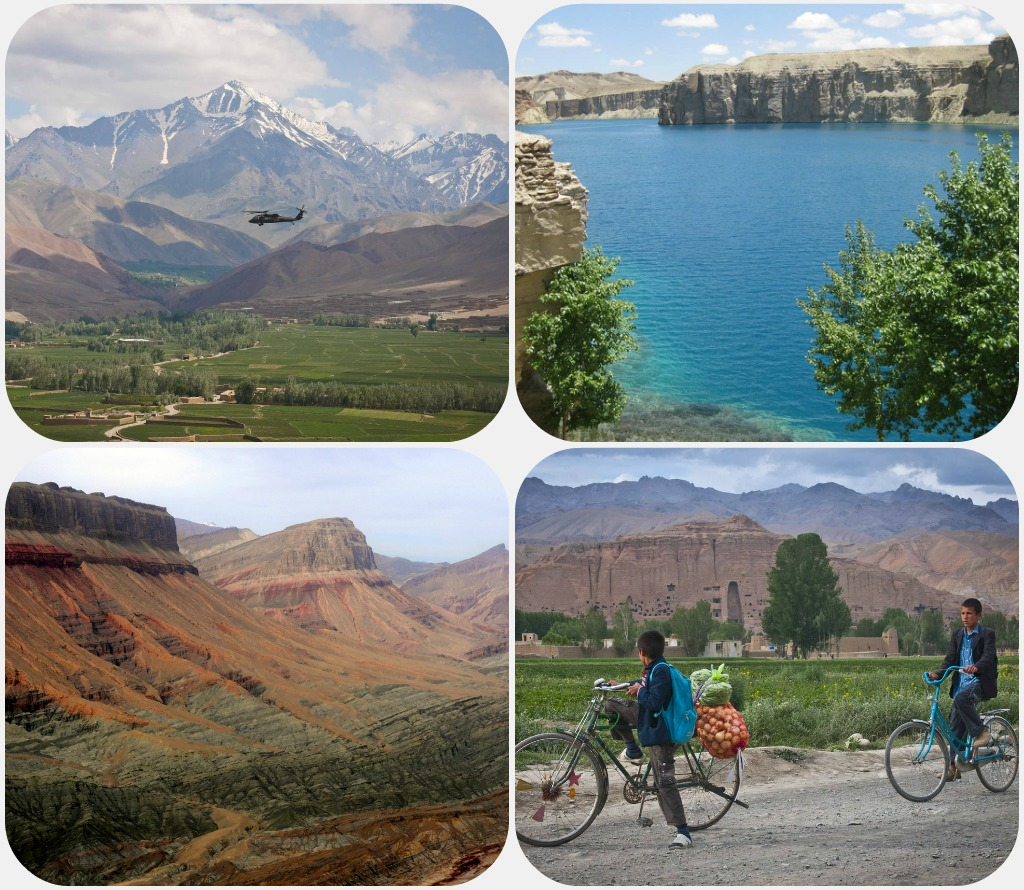
بامیان معروف شاه فولادی، پارک ملی بند امیر، یکاولنگ و تندیس‌های بودا

هزاره‌جات در دوره دوم عمر زمین همه زیر آب بوده و با عروج کوه‌های هندوکش و بابا از آب در عصر سوم، دیوارهای بزرگ طبیعی با صفحات بلند افقی و عمودی تشکیل گردیده است. هزاره‌جات تقریباً ۳۰٪ خاک افغانستان را احتوا می‌کند، سرزمینی درقلب افغانستان؛ آبادی‌ها و شهرهایی در دامنه یا بر فراز کوه‌های هندوکش، از جنوب افغانستان تا مرزهای هرات در غرب و از بلخ تا مرزهای شمالی قندهار موقعیت دارد.
هزاره‌جات در ارتفاعات مرکزی افغانستان، در میان کوه‌های بابا و انتهای غربی هندوکش قرار دارد. مرزهای آن از لحاظ تاریخی نامشخص و در حال تغییر بوده است. اما مرزهای فیزیکی آن تقریباً با حوضه بامیان در شمال، سرچشمه رودخانه هیرمند در جنوب، فیروزکوه در غرب و گذرگاه اونی در شرق مشخص شده است. نقل‌قول زیر از خاطرات عبدالرحمان دربارهٔ حدود هزاره‌جات است:
 این قبیله (هزاره‌ها) در هزاره‌جات، از کابل و غزنه تا هرات و از قندهار تا بلخ ساکن اند.— عبدالرحمان، تاج‌التواریخ
این منطقه از کوه‌های سفید کوه و سیاه کوه شرقی تا غربی گسترش دارد، جایی که بلندترین قله‌ها بین ۴٬۶۰۰ متر و ۵٬۲۰۰ متر قرار دارد. هر دو طرف محدوده کوه بابا شامل دره‌های سرسبز می‌شود. در قسمت شمال شرقی هزاره‌جات، بامیان باستان واقع شده که مرکز بودیسم و کاروانسرای کلیدی در جاده ابریشم بود. این شهر در ارتفاع ۲٬۳۰۰ متری واقع شده و توسط هندوکش در شمال و کوه بابا در جنوب احاطه شده است.

### آب و هوا
هزاره‌جات منطقه کوهستانی است و شامل یک سلسله گردنه‌های کوهستانی در امتداد لبه شرقی خود است. معروف‌ترین آنها، گذرگاه سالنگ است که شش ماه در سال توسط برف مسدود است. دیگری گذرگاه شیبر با ارتفاع کمتر است که فقط دو ماه در سال مسدود می‌باشد. بامیان سردترین بخش منطقه با زمستان‌های شدید است.
هزاره‌جات سرچشمه معروف‌ترین رودهای تاریخ است؛ دریای کابل از شرق آن (گذرگاه اونی) سرچشمه می‌گیرد، ارغنداب از جنوب آن (سنگ‌ماشه) سرچشمه می‌گیرد، هیرمند از شمال‌شرقی آن (غوربند) سرچشمه می‌گیرد، هریرود از غرب آن (لعل و سرجنگل) سرچشمه می‌گیرد، مرغاب از شمال‌غربی آن سرچشمه می‌گیرد و بلخاب و کندز از مرکز آن سرچشمه می‌گیرد. هزاره‌جات در ماه‌های بهار و تابستان، برخی از سرسبزترین مراتع را در افغانستان دارد. دریاچه‌های طبیعی، دره‌های سرسبز و غارهای بامیان یافت از مناطق دیدنی آن به‌شمار می‌رود.

### گذرگاه‌ها
به دلیل کوهستانی بودن هزاره‌جات، مسیرهای که بدان منتهی می‌شود توسط گذرگاه‌ها به هم می‌پیوندد. معروفترین گذرگاه هزاره‌جات، گذرگاه اونی است، که دروازه شرقی ورد به هزاره‌جات از کابل است و پیشینه تاریخی دارد، گذرگاه‌های هزاره‌جات نظر به مسیرها، قرار زیر هستند:
- گذرگاه‌های مسیر کابل تا لعل:

1. گذرگاه اونی؛ حد فاصل میان بهسود و سرچشمه
2. گذرگاه یعقوب؛ حد فاصل میان بهسود و دره کالو
3. گذرگاه آق‌ضرات؛ حد فاصل میان آق‌ضرات و تربلاق
4. گذرگاه گرماب؛ حد فاصل میان گرماب و قزیل
5. گذرگاه نرگس؛ حد فاصل میان نرگس و سرگودر

## مردم
جمعیت هزارستان را اکثراً مردم هزاره تشکیل می‌دهند و سایر اقوام در این منطقه در اقلیت هستند.

## ویژگی اخلاقی و اجتماعی
جامعهٔ هزاره یکی از اقوام اصیل و ریشه‌دار افغانستان است که در طول تاریخ، به دور از برخی مفاسد اجتماعی رایج در جوامع دیگر باقی مانده‌اند. بر اساس گزارش‌ها و مشاهدات مستند جهان‌گردان و پژوهشگرانی که دربارهٔ این قوم تحقیق کرده‌اند، پدیده‌هایی چون فحشا، کودک‌آزاری، قمار، مصرف الکل، اعتیاد به مواد مخدر و گدایی، در فرهنگ هزاره‌ها به شکل گسترده وجود نداشته است. برخی پژوهشگران غربی با شگفتی گزارش کرده‌اند که: «اگرچه این مردم در فقر شدید زندگی می‌کنند، اما هرگز به گدایی و دریوزگی تن نمی‌دهند». این ویژگی فرهنگی بیانگر ریشه‌دار بودن کرامت انسانی و عزت نفس در میان هزاره‌هاست.
هزاره‌ها در تاریخ افغانستان، همواره نقش برجسته‌ای در مقاومت در برابر نیروهای متجاوز ایفا کرده‌اند. از زمان‌های دور، به‌ویژه در برابر یورش‌های تاریخی همچون حملات کوروش، اسکندر مقدونی، چنگیزخان، تیمور، شیبانی و همایون، هزاره‌ها سدّی استوار در برابر نیروهای خارجی بوده‌اند. در دوره‌های معاصر نیز، در برابر استعمار بریتانیا و سپس تجاوز شوروی سابق، این قوم همواره در صف نخست دفاع از سرزمین افغانستان قرار داشته‌اند.
هزاره‌ها دارای استعدادهای علمی، فکری و انسانی قابل توجهی هستند. با این حال، تبعیض‌های ساختاری و نژادی اعمال‌شده از سوی ساختارهای حکومتی در دوره‌های مختلف، مانع شکوفایی کامل این ظرفیت‌ها شده است. بسیاری از اعضای این جامعه از پتانسیل بالای خود آگاه نیستند و در نتیجه، بخشی از سرمایه‌های انسانی آن‌ها به هدر رفته یا بلااستفاده باقی مانده است.
فریزر تیتلر انگلیسی می‌نویسد که هزاره‌ها در قرن ۱۹ صد و ده هزار مرد جنگی داشتند. آنان مردمی اند درست کار شجاع نیک طبع و ساده و سرباز درجه یک هستند. بارتولد خاورشناس روسی می‌نویسد هزاره در این زمان (۱۰۰ سال قبل) پرجمعیت‌ترین و مقتدرترین قوم این مملکت (افغانستان) می‌باشند. خوانین هزاره در حدود سال‌های ۱۸۳۰ میلادی هرکدام دارای تعداد قابل توجهیافراد مسلح بودند؛ مثلاً میریزدان بخش بهسودی دوهزار نفر پیاده و سواره در خدمت داشت و در موقع لزوم خیلی بیشتر از آن را می‌توانست مسلح و بسیج نماید.
محمّدخان میر دای زنیات همیشه یک هزار نفر مسلح به همراه داشت. میرصادق بیک سرجنگل ۹۰۰ سوار و ۸۰۰ نفر پیاده مسلح میرطایفه جاغوری در صورت ضرورت می‌توانست. پنج هزار نفر مسلح نماید. میر سنگ تخت و شیخ میران قادر بود سه هزار نفر را مسلح سازد و همیشه ۴۰۰ نفر سوار مسلح در اختیار داشت. در دایرالمعارف اسلامیه می‌نویسد «الهزاره شعب. شجاع مقدام حاذق» هزاره قومی اند شجاع، پیشرو و ماهر.
ابواب العینین فهمی مصری می‌نویسد هزاره به صفات امانت داری شجاعت، قلب پاک متصفند. بهترین و با کفایت‌ترین کارگران در شهر می‌باشند. جوانان شان در صفوف ارتش به شجاعت بی مانند و وطن دوستی صادقانه ممتازند. هزاره با فروش گوسفندان و دام‌های خود در بازار کابل و سایر شهرهای افغانستان به زندگی خود سر و سامان می‌بخشد و در زمستان‌ها هنگامی که برف روی زمین را می‌پوشاند. بعضی شان به رشتن پنبه و پشم و بافتن آن‌ها به طریق دستی و به گلدوزی روی جامه‌ها و نقش و نگار روی پوست (پوستین دوزی) مشغول می‌شوند. در این بین بعضی شان برای کار در شهرها می‌روند. ریاضی هروی گوید هزاره‌ها در اعتقاد به دین و مذهب مخلص، مردمی اند باصداقت، در فقر با قناعت و صابر. دور از هرزگی به دور و از عمل شنیم لواط بر» در سردی هوا پرطاقت. به هم مذهبان خود مهربان، در تیراندازی و اسب تازی بی نظیرند. ماست و روغن شان بهترین ماست و روغن دنیا است. اهل صنعت هزاره فولاد را خوب تسویه (تصفیه) و شبکه می‌سازند و کارهای ممتاز درست می‌کنند. از معدن سرب استفاده می‌کنند. ساختن زین و یراق اسب را کسی از آن مردم بهتر نمی‌تواند تعبیه کند.
در ساختن تیر مهارت دارند. باروت سازی شان کامل است. ظروف چوبی را عالی درست می‌کنند. با این که فقیرند گدایی در میان شان رواج ندارد. از قواعد مذهبی شان چندان اطلاعی ندارند. از یکی شان پرسیدم بنده کیستی؟ جواب داد «بنده منده پی نمفتم صاف و پاک غلام یا علی یم».
سیّد جمال الدین افغانی می‌نویسد هزاره مانند دیگر برادران نسبی خویش به شجاعت و تیراندازی مشهورند. با این که تقیه از واجبات مذهب شیعه است» لیکن از ایشان اگر پرسیده شود بی پروا مذهب خود را ظاهر سازند. صنعت برگ بافی هزاره به حدی مترقی است که مثل آن در اروپا هم رخت کم‌تر پیدا می‌شود. محمّد حیات خان افغان می‌نویسد هزاره‌ها از نظر اخلاق تندمزاج در مهمان نوازی سرامدند. به فال و نجوم معتقدند. به رئیس شان سلطان گویندء هر مرد بالغ همراه خود یک تفنگ دارد. بعضی تیر و کمان دارند. در جنگ نهایت دلیرند. نشانه زنی با تفنگ در میان شان رواج دارد. زنان شان در ساختن برگه قالین جوراب، دستکش، گلیم نمد و رنگ سازی و رنگ ریزی و دوخت و دوز بسیار بااستعدادند. مردم زحمت کش و پرتحمل می‌باشند. نزدیک قریه‌هاشان در بالای تیه ای یک برج دفاعی درست می‌کنند که به آن تاپور گویند.

## زبان
زبان مردم هزارستان، که به عنوان یکی از اصیل‌ترین گویش‌های فارسی محسوب می‌شود، در این منطقه از افغانستان تکامل یافته است. این گویش به عنوان قدیمی‌ترین نمونه‌های زبان فارسی محسوب می‌شود و تأثیرات قوی محلی و فرهنگی دارد. زبان مردم هزارستان در طول تاریخ با استفاده از واژگان محلی و نکات تلفظی خود، به شکل منحصر به فرد خود تکامل یافته است.